# 풍기중학교 축구부
풍기중학교 축구부는 경상북도 영주시에 위치한 풍기중학교의 축구부이다. 풍기중학교가 운영하는 축구부로 1975년에 창단  하였다.

## 같이 보기
- 풍기중학교